# Montsecret-Clairefougère
Montsecret-Clairefougère es una comuna nueva francesa situada en el departamento de Orne, de la región de Normandía.

## Historia
Fue creada el 1 de enero de 2015, en aplicación de una resolución del prefecto de Orne de 23 de diciembre de 2014 con la unión de las comunas de Clairefougère y Montsecret, pasando a estar el ayuntamiento en la antigua comuna de Montsecret.

## Demografía
| Gráfica de evolución demográfica de Montsecret-Clairefougère entre 1800 y 2013 |
|                                                                                |

Los datos entre 1800 y 2013 son el resultado de sumar los parciales de las dos comunas que forman la nueva comuna de Montsecret-Clairefougère, cuyos datos se han cogido de 1800 a 1999, para las comunas de Clairefougère y Montsecret de la página francesa EHESS/Cassini. Los demás datos se han cogido de la página del INSEE.

## Composición
| Comuna delegada | Código INSEE | Población (2013) | Superficie (km²) | Densidad (hab./km²) |
| --------------- | ------------ | ---------------- | ---------------- | ------------------- |
| Clairefougère   | 61109        | 137              | 3.28             | 42                  |
| Montsecret      | 61292        | 693              | 10.64            | 65                  |